# Chinnalapatti
Chinnalapatti es una ciudad y nagar Panchayat situada en el distrito de Dindigul en el estado de Tamil Nadu (India). Su población es de 26285 habitantes (2011).

## Demografía
Según el censo de 2011 la población de Chinnalapatti era de 26285 habitantes, de los cuales 12935 eran hombres y 13350 eran mujeres. Chinnalapatti tiene una tasa media de alfabetización del 87,06%, inferior a la media estatal del 80,09%: la alfabetización masculina es del 93,12%, y la alfabetización femenina del 81,23%.